# تل محمد (بنايا)

مواقع المدن السومرية القديمة

تل محمد، هو موقع أثري قديم في الشرق الأدنى يقع حالياً في ضواحي بغداد، على طول نهر دجلة في منطقة ديالى. وهي تبعد مسافة قصيرة جداً عن موقع تل حرمل إلى الشمال وليست بعيدة عن موقع تل الضباعي إلى الشمال الشرقي. أقترح له أسم مدينة أكاد المفقودة.وأستنادًا إلى الأسم الموجود على أحد الألواح المسمارية، سمي بنايا.  في العصر البابلي القديم.
أقدم أستيطان سكني للموقع كان في عهد الإمبراطورية الأكدية وكذلك في عهد سلالة أور الثالثة.
ينبغي عدم الخلط بينه وبين تل محمد عرب الذي نُقب عنه كجزء من مشروع إنقاذ سد الموصل صدام في العراق, أو تل محمد دياب في سوريا.

## علم الآثار
تبلغ مساحته الأصلية حوالي 25 هكتارًا، وأنخفضت الآن إلى حوالي 5 هكتارات بأرتفاع أقصى يبلغ 2.5 متر. يوجد جدار تحصين بعرض ستة أمتار ولم يحدد أمتداده الكامل. نُقب في الموقع، الذي يقع في ذلك الوقت على بعد حوالي ستة أميال جنوب غرب بغداد، على يد جيه إف جونز في عام 1850. وعثر على عدة رؤوس هراوات برونزية عليها نقش لحمورابي حاكم بابل.فحص الموقع من قبل AH Layard في عام 1853 والذي وجد أيضًا رؤوس هراوات مكتوب عليها "E.GAL ha-am-mu-ra-pi" - "(ملكية) قصر حمورابي".في أوائل القرن العشرين، رسمت بواسطة إي. هرتزفيلد، حيث أظهرت أبعادًا تبلغ 550 مترًا من الشمال إلى الجنوب و350 مترًا من الشرق إلى الغرب.في عام 1957، أثناء المسح الأثري للمنطقة (موقع آدامز رقم 414)، ورد أنه تم تدميرها جزئيًا بسبب بناء قناة حديثة.إلى الشمال الشرقي كان هناك ساحة كبيرة مسيّجة (مبنية الآن فوقها) تبلغ مساحتها 900 متر شمال شرق في 900 متر جنوب غرب. تم العمل فيه لمدة 8 مواسم بين عامي 1978 و1985 ومرة أخرى في عام 1999 من قبل هيئة الآثار العراقية تحت إشراف السيد. معتصم رشيد عبد الرحيم. كشفت الحفريات عن بقايا تعود إلى عصور إيسن-لارسا، والبابلية القديمة، والكاشيتية.
عثر على عدد من الألواح المسمارية تعود إلى العصر البابلي القديم في المستويين الثاني والثالث، محفوظة الآن في المتحف الوطني العراقي في بغداد. وقد نشر ما يقرب من 70 من هذه الألواح، وهي من سياق خاص وتسجل عقودًا لجيلين من عائلة تجارية. تحمل تلك الموجودة في المستوى الثالث صيغة أسم التاريخ والسنة بأسلوب الحدث القديم، وتحمل تلك الموجودة في المستوى الثاني تأريخين، أحدهما لصيغة أسلوب الحدث والآخر لصيغة التاريخ الأحدث. ويُعتقد أن هذا يمثل انتقالا من السيطرة البابلية إلى السيطرة الكاشية. تحمل الألواح الحديثة فقط صيغة التاريخ والاسم والسنة.
أستأنف العمل في الموقع في إطار جهود جامعة كاتانيا (مشروع بغداد الأثري الحضري)بقيادة نيكولا لانيري من جامعة صقلية مع مواسم التنقيب في عامي 2022 و 2023. قبل أن يتم تسوير الموقع في عام 2017، كان يستخدم كمكب غير رسمي للنفايات، وكان جزء كبير من الموسم الأول يتضمن إزالة تلك القمامة. تمت دراسة المناطق السكنية والتجارية وإدارة المياه. وتضمنت الاكتشافات ثلاثة أختام أسطوانية وعدداً من اللوحات الطينية، ونماذج، ومرحاضاً، وكنيسة جنائزية، وتماثيل صغيرة. ونقش على أحد الأختام الأسطوانية النص التالي: "أويل أداد، ابن لا ساني، خادم سين".
حدد الباحثون أن طبقات الموقع تشمل 8 مستويات:
- المستويات من الخامس إلى الثامن - إيسين-لارسا - أور الثالثة (أواخر الألفية الثالثة قبل الميلاد)
- المستوى الرابع - العصر البابلي القديم المبكر (حوالي القرن التاسع عشر قبل الميلاد)
- المستوى الثالث - العصر البابلي القديم في منتصفه وأوائله (حوالي القرن الثامن عشر قبل الميلاد)
- المستوى الثاني - العصر البابلي القديم المتأخر (حوالي القرن السادس عشر إلى السابع عشر قبل الميلاد)
- المستوى الأول - الكاشيون (حوالي القرن الثالث عشر إلى القرن الخامس عشر قبل الميلاد)

لم يعثر فيها إلا على بقايا فخار ومقابر من المستوى الكاشي.

### تأريخ
تل محمد كان مأهول بالسكان منذ فترة أور الثالثة حتى فترة الكاشيين ولكنه في المقام الأول موقع يعود إلى العصر البابلي القديم(أفاد مسح عام 1957 بوجود فخار يعود إلى العصر الأكادى ولكن الحفريات اللاحقة لم تتمكن من تكرار هذا الاكتشاف). من المعروف وجود حاكمين من الألواح المستعادة،Ḫurbaḫ (Ḫurbaḫ/zum) وŠipta-ulzi، وكلاهما من الأسماء الكيشية. تتطابق هذه الأسماء مع أسماء الحكام الكاشيين الأوائل في قائمة الملوك المتزامنة.يُعتقد إنهم حكموا في نفس الوقت تقريبًا الذي حكم فيه سامسو ديتانا(حوالي 1625 - 1595 قبل الميلاد)، آخر حكام سلالة بابل الأولى وحكام سلالة سيلاند بيسجالدارامش وأياداراجالاما.هناك اقتراح بديل يتمثل في تأريخ حكام تل محمد إلى زمن الحاكم السابق لبابل، أمي صادوقا.
عثر في تل محمد على عدة ألواح عبارة عن عقود قروض فضية، مؤرخة بعامين"السنة 38 بعد إعادة توطين بابل"و"السنة التي خسف فيها القمر". أسم العام السابق هو من التنسيق الذي أستخدمه الكاشيون، وهو تغيير في تنسيق الحدث المستخدم خلال الفترة البابلية القديمة. جرت محاولات لاستخدام هذا الكسوف لتحديد تاريخ نهب بابل وإعادة توطينها من قبل الكاشيين.تشمل أسماء السنوات الأخرى المعروفة "السنة التي قُتل فيها أبن خورباخ في توبلياش"(مو شا دومو خو-ور-با-أك إي-نا تو-أب-لي-يا-أش دي-كو)، و"السنة التي أصبح فيها ابن خورباخ معاديًا للملك"(مو دومو خو-ور-با-أك كي لوجال إك-كي-رو)، و"السنة التي أعاد فيها خورباخ آلهة إشنونا" (مو دينغير.ديدلي شا آش-نون-ناكي خو-ور-با-أك أو-ود-دي-شو).